# Worapeerachayakorn Kongphopsarutawadee
Worapeerachayakorn Kongphopsarutawadee (Thai: วรพีรชยากร ก้องภพศรุตาวดี; * 20. Februar 1999 in Phetchabun) ist eine thailändische Beachvolleyballspielerin.

## Karriere
Mit ihren ersten Beachpartnerinnen erreichte Worapeerachayakorn einige Achtungserfolge wie drei fünfte Plätze bei 1-Sterne-Turnieren und einen siebzehnten sowie einen neunzehnten Rang bei 2-Sterne-Events. 2021 gelang der Thailänderin mit ihrer neuen Partnerin Taravadee Naraphornrapat ihr bis dahin größter Erfolg mit dem Gewinn der Asienmeisterschaft am 23. November 2021. Durch gemeinsame und auch mit anderen Partnerinnen erzielte Punkte qualifizierten sich die beiden Athletinnen für die Beachvolleyball-WM 2022 in Rom. Mit zwei Satzgewinnen in den Poolspielen und einem kampflosen Sieg wegen der Verletzung einer Gegnerin erreichten Worapeerachayakorn/Naraphornrapat die Hauptrunde der WM, verloren dort aber knapp gegen die Kanadierinnen Bukovec/Wilkerson in drei Sätzen und belegten somit in der Endabrechnung den geteilten 17. Platz. Im Oktober 2022 erreichten sie bei den Challenge-Turnieren der World Beach Pro Tour auf den Malediven und in Dubai die Plätze fünf, vier und drei.